# Fiacro Iraizoz Espinal
Fiacro Iraizoz Espinal, sovint escrit com ara Fiacro Yrayzoz o Fiacro Yráyzoz (Pamplona, 20 de març de 1860 - Madrid, 30 de gener de 1929) fou un poeta, dramaturg i llibretista.
Va anar a viure a Madrid, on va col·laborar en la publicació Madrid cómico, dirigida per Sinesio Delgado.
Va treballar amb els compositors Amadeu Vives i Gerónimo Giménez en moltes de les seves obres líriques. Entre les seves poesies la més famosa va ser Los Gigantes de Pamplona (signada el 6 de juliol de 1896), dedicada al seu fill.

## Llibrets de sarsuela
Va escriure més de 40 llibrets de sarsuela, entre els que destaquem aquells que van rebre música de compositors de renom:
- 1887: Los molineros, música de Gerónimo Giménez, estrenada al Teatre Eslava el 8 d'abril.
- 1887: Caballeros en plaza, música de Gerónimo Giménez, estrenada al Teatre Eslava el 22 de novembre.
- 1888: Los callejeros, música de Manuel Nieto Matañ, estrenada al Teatre Eslava el 12 de març.
- 1888: La beneficiada, música d'Apolinar Brull Ayerra, estrenada al Teatre Felipe el 14 de juliol.
- 1889: Madrid-Club, música de Manuel Nieto Matañ, estrenada al Teatre Eslava el 22 de gener.
- 1889: Los embusteros, música de Teodoro San José, estrenada al Teatre Felipe el 7 de juny.
- 1890: Garibaldi, música de Manuel Fernández Caballero, estrenada al Teatre Apolo l'11 de març.
- 1890: Selilla, música d'Apolinar Brull Ayerra, estrenada al Teatre Eslava el 22 d'octubre.
- 1891: La boda del cojo, música d'Apolinar Brull Ayerra, estrenada al Teatre Apolo el 2 de juliol.
- 1892: La madre del cordero, música de Gerónimo Giménez, estrenada al Teatre Eslava el 20 de febrer.
- 1893: La mujer del molinero, música de Gerónimo Giménez, estrenada al Teatre Apolo l'11 de març.
- 1893; Los voluntarios, música de Gerónimo Giménez, estrenada al Teatre Príncep Alfons el 28 de juliol.
- 1894: Viento en popa, música de Gerónimo Giménez, estrenada al Teatre Eslava el 5 d'abril.
- 1895: El señor corregido, música de Ruperto Chapí, estrenada al Teatre Eslava el 4 de novembre.
- 1895: De vuelta al vivero, música de Gerónimo Giménez, estrenada al Teatre de la Zarzuela el 21 de novembre.
- 1898: El mantón de Manila, música de Federico Chueca, estrenada al Teatre Apolo l'11 de maig.
- 1899: La luz verde, música d'Amadeu Vives, estrenada al Teatre Apolo el 16 de juny.
- 1900: Joshe Martín, el tamborilero, música de Gerónimo Giménez, estrenada al Teatre Apolo el 8 de març.
- 1900: La noche de La Tempestad, música de Gerónimo Giménez, estrenada al Teatre de la Zarzuela el 9 de juny.
- 1902: Lola Montes, música d'Amadeu Vives, estrenada al Teatre de la Zarzuela l'11 de juny.
- 1903: El ramo de azahar, música d'Amadeu Vives, estrenada al Teatre de la Zarzuela el 10 de febrer.
- 1903: Patria nueva, conjuntament amb Manuel Merino, música d'Amadeu Vives, estrenada al Teatre de la Zarzuela el 19 de desembre.[6]
- 1904: La perla negra, música de Tomás López Torregrosa, estrenada al Teatre Modern el 9 de febrer.
- 1904: La dama de las camelias, música d'Amadeu Vives, Vicent Lleó i Rafael Calleja, estrenada al Teatre Eslava el 12 de novembre.[7]
- 1906: La guedeja rubia, música de Vicent Lleó, estrenada al Teatre Còmic el 7 de desembre.
- 1909: ¡Viva la libertad! música d'Álvarez del Castillo (Amadeu Vives), estrenada al Teatre Eslava el 8 de maig.
- 1909: Las barbas del vecino, música d'Amadeu Vives i Tomás López Torregrosa, estrenada al Gran Teatre el 19 de juny.
- 1909: Ábreme la puerta, música d'Amadeu Vives, estrenada al Teatre Eslava el 30 d'octubre.
- 1912: Al cantar de la jota, música d'Amadeu Vives, estrenada al Teatre Novedades el 6 d'abril.